# 稲田家
稲田家（いなだけ）は、武家・士族・華族だった家。江戸時代には阿波国徳島藩主蜂須賀家の家中で家老と淡路洲本城城代を世襲した家であり、維新後には士族を経て華族の男爵家に列せられた。

## 歴史
尾張国出身で稲田貞祐の代に織田信長に仕えた。その子稙元が蜂須賀正勝に仕えて戦功を上げ、天正13年（1585年）に蜂須賀家が阿波国徳島へ転封となった際に1万石を受けるとともに家老および美馬郡脇城城番となった。大坂夏の陣の戦功で4000石を加増された。
その子示稙の代の寛永8年（1631年）に淡路国洲本城代となり、実質的に淡路島を領有するようになった。以降代々「九郎兵衛」を通称として洲本城代と徳島藩家老職を世襲した。家禄は1万4000石。
幕末の当主稙誠は淡路の海防に尽力し、私校の益習館から勤皇志士を多数輩出した。その子の邦稙も尊皇攘夷派・討幕派として活躍し、佐幕派だった徳島藩と対立した。にもかかわらず大政奉還後は不遇であったという。
維新後、稲田家とその家臣たちは淡路を徳島藩領から分離させて独立藩とすることを明治政府に働きかけていたが、明治3年（1870年）にそれに反発した徳島藩士たちが稲田家を襲撃する事件が起きた（庚午事変）。淡路島が徳島県ではなく兵庫県に編入されたのはこの事件が原因だった。
この事件を契機に稲田家は北海道開拓使に出仕するために北海道へ移住した。
稲田家は維新後に士族に列していたが、明治17年（1884年）に華族が五爵制になった際に定められた『叙爵内規』の前の案である『爵位発行順序』所収の『華族令』案の内規（明治11年・12年ごろ作成）や『授爵規則』（明治12年以降16年ごろ作成）では万石以上陪臣が男爵に含まれており、稲田家も男爵候補に挙げられているが、最終的な『叙爵内規』では旧万石以上陪臣は授爵対象外となったためこの時点では稲田家は士族のままだった。
しかし旧臣たちが稲田家の叙爵運動を起こし、明治29年（1896年）6月9日に至って稲田邦稙が維新の功と北海道開拓の功により男爵に叙せられた。大正12年（1923年）12月30日には内務大臣後藤新平より内閣総理大臣山本権兵衛に子爵への陞爵の進達があったが、実現せず男爵のままだった。
邦稙の養子昌稙（佐藤昌介男爵の子）は、貴族院の男爵議員に当選して務めた。公正会所属。また拓務省政務次官を務めた。彼の代に稲田男爵家の住居は東京市渋谷区青葉町にあった。